# Czapka

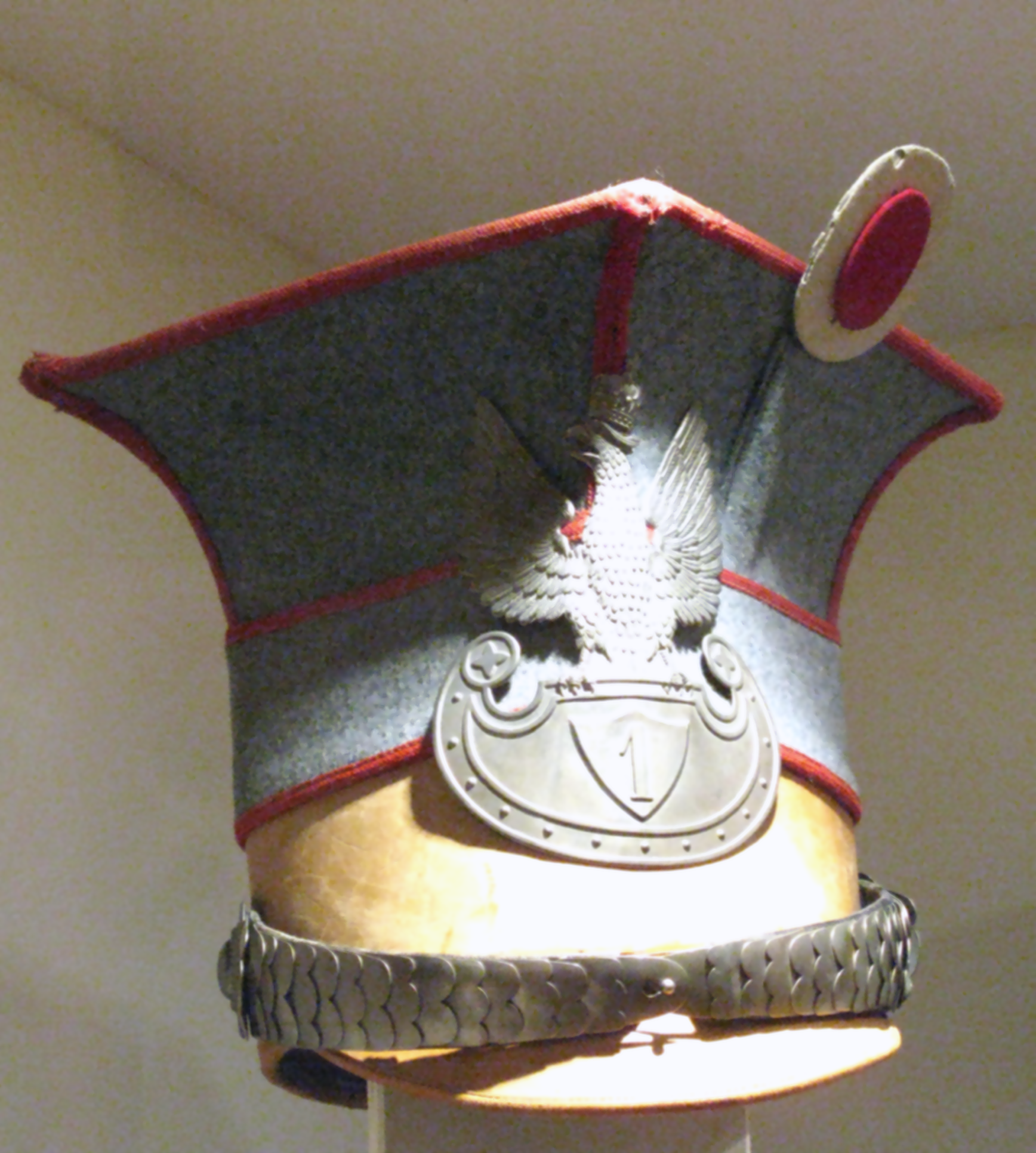
Czapka polonês de 1914.

Czapka é uma palavra genérica polonesa, bielorrussa e russa para um boné. No entanto, talvez seja mais conhecido no ocidente como o nome do chapéu de cavalaria polonesa do século XIX, que consistia em uma barretina (shako) alta, com o topo quadrado, e que poderia ser enfeitado com laços e plumas.[carece de fontes?]

## Origens

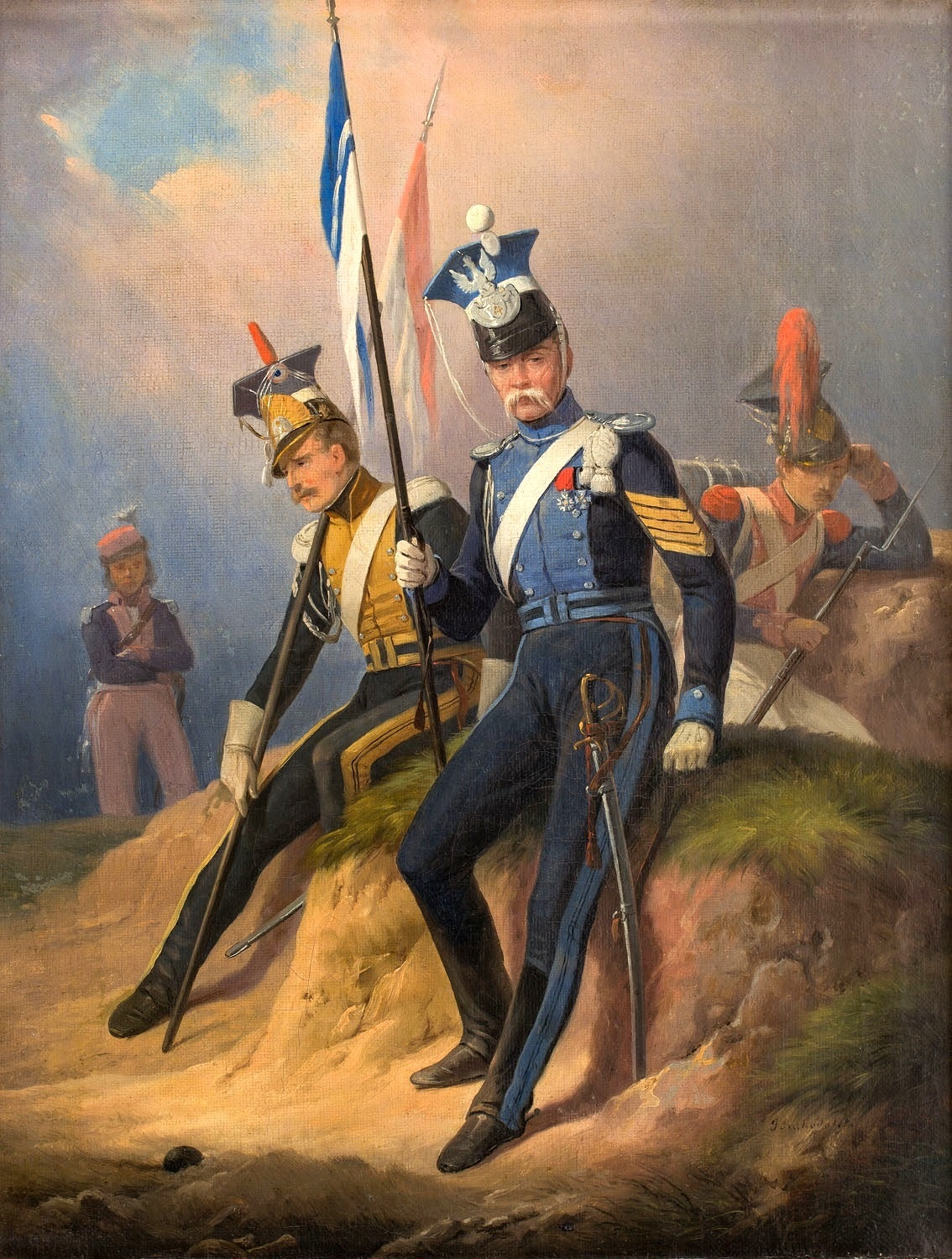
Ulanos poloneses do Ducado de Varsóvia 1807-1815 (Época das Guerras Napoleônicas).

Este chapéu foi desenvolvido inicialmente como uma variante de topo quadrado da barretina. Em sua forma inicial e compacto, a partir de 1784, o czapka foi introduzido pelos uhlans austríacos, durante o tempo em que a Galícia estava sob o domínio dos Habsburgos. Seu uso foi difundido da Europa Oriental pela Legião Polonesa, lutando pelos franceses nas Guerras Napoleônicas, e tornou-se popular não apenas entre as forças francesas e aliadas de Napoleão, como Vestefália, Baviera, Saxônia e Nápoles, mas também entre os exércitos de Napoleão e seus inimigos. O Grão-Ducado de Varsóvia usou-os para unidades de infantaria e artilharia, mas em outros lugares eles só foram usados para unidades ulanos (Lanceiros).
Depois que os lanceiros poloneses provaram sua eficácia durante as Guerras Napoleônicas, os exércitos de toda a Europa rapidamente adotaram o conceito dos regimentos de lanceiros, equipados com o chapéu czapka.[carece de fontes?]

## Uso no século XIX

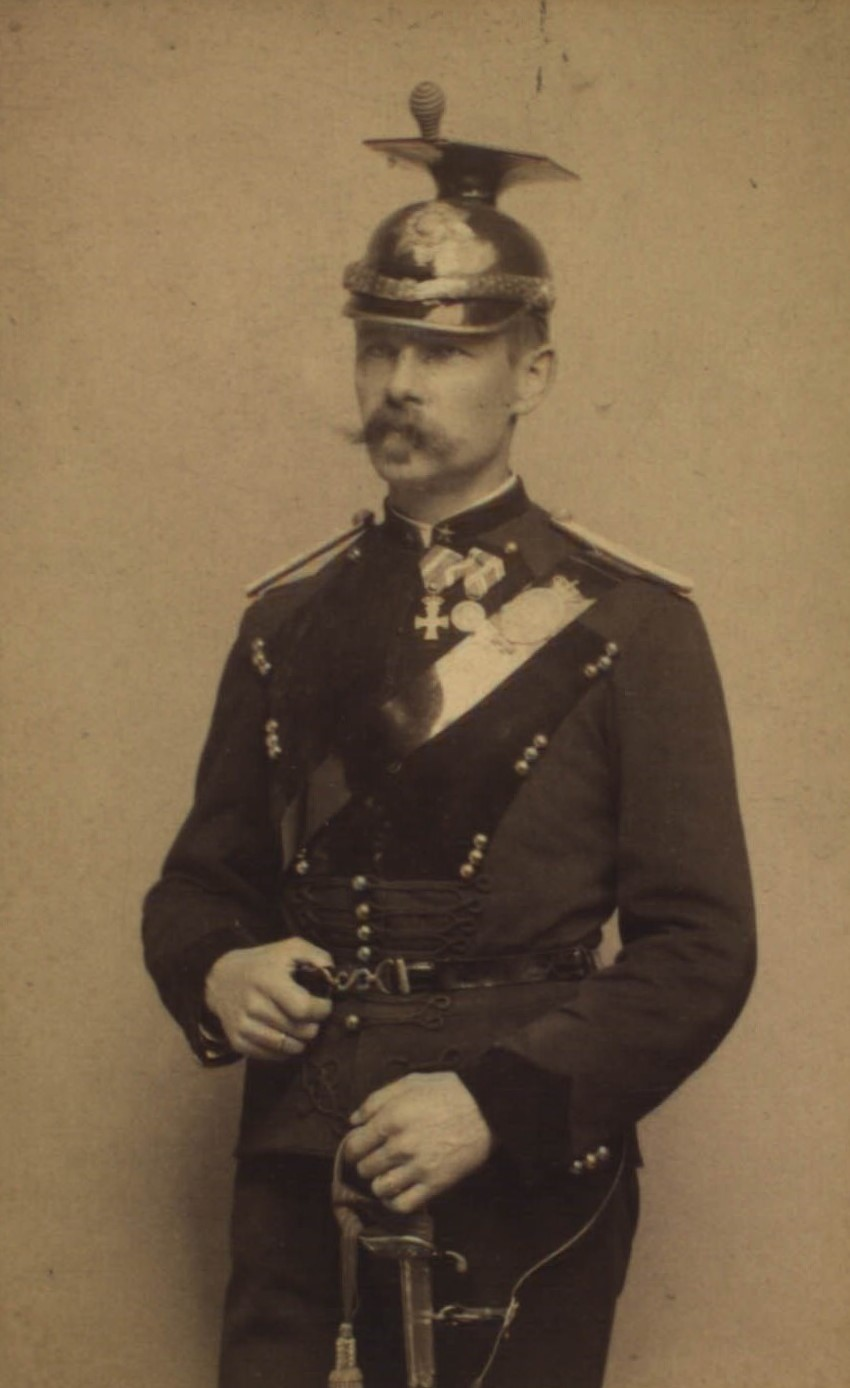
Militar dinamarquês usando o czapka. 1900

No final das Guerras Napoleônicas, o czapka continuou a ser usado pelos ulanos na Alemanha e na Áustria, bem como na França pelos Lanceiros do Regimento de Linha e mais tarde pela Guarda Imperial de Napoleão III. Os regimentos de lanceiros do exército britânico continuaram a usar czapkas (conhecidos como "bonés de lanceiros") para uniforme completo até 1939  e os modernos lanceiros reais ainda mantêm esse chapéu histórico para os lanceiros da sua guarda de honra. Juntamente com o tradicional dólmã de lanceiro, com duas fileiras de botões na frente, ainda hoje usado pela banda do Royal Yeomanry.[carece de fontes?]
Com o fim do Segundo Império Francês, os regimentos lanceiros e, portanto, os czapka desapareceram do exército francês.
O czapka ("shapka") alemão ou austro-húngaro era um capacete de couro baseado no pickelhaube, mas com uma placa quadrada em cima, no lugar da ponteira. Na parte da frente do capacete havia um emblema de metal (geralmente uma águia). Na Austria-Hungria, eles foram enfeitados com as cores do regimento. Uma tira de couro, presa com correntes, prendia o capacete no queixo. Na Austria-Hungria havia também o Kommode-Tschapka, uma versão mais leve e conveniente para oficiais em serviço de campo, sem o emblema na frente.
A cavalaria portuguesa incluiu regimentos lanceiros até a derrubada da Monarquia em 1910, e estes mantiveram o czapka em traje de gala. Os lanceiros espanhóis usaram o chapéu "estilo polonês" de 1833 até depois de 1868, quando um capacete metálico com ponteira foi adotado.

## Primeira Guerra Mundial

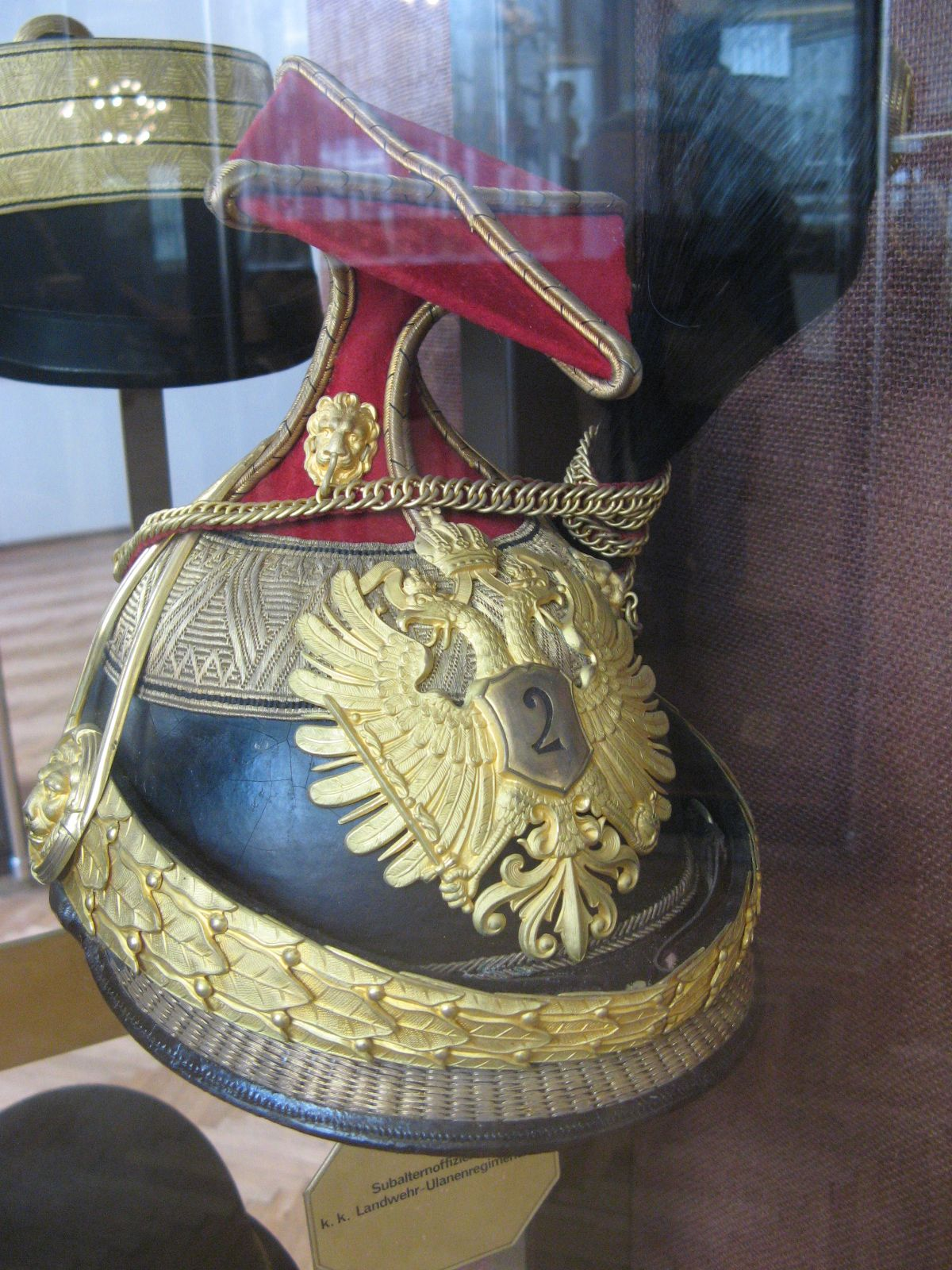
Czapka austro-húngaro do 2° regimento de ulanos, 1913.

Em 1914, os czapkas ainda eram usados em trajes completos por todos os lanceiros alemães imperiais, austro-húngaros, britânicos, belgas e russos (regimentos de ulanos) regimentos. Eles variavam em detalhes, mas todos tinham a característica placa quadrada no topo, lembrando o capelo do traje acadêmico de formatura. As plumas eram comuns em desfile e em vários dos exércitos nomeados os diferentes regimentos distinguiam-se pela cor do topo ou das laterais. Lanceiros belgas, austro-húngaros e alemães usavam suas czapkas em serviço ativo durante as primeiras semanas da guerra, geralmente forrados com capas de pano. No caso dos ulanos austro-húngaros, como não havia capas suficiente, muitos capacetes czapka foram sumariamente pintados de cinza. Os uhlans alemães e austro-húngaros usavam o czapka durante a Primeira Guerra Mundial, embora tenha deixado de ser usado no uniforme de campo após a adoção do capacete de aço "Stahlhelm" em 1916.

## Uso na Polônia até os dias atuais

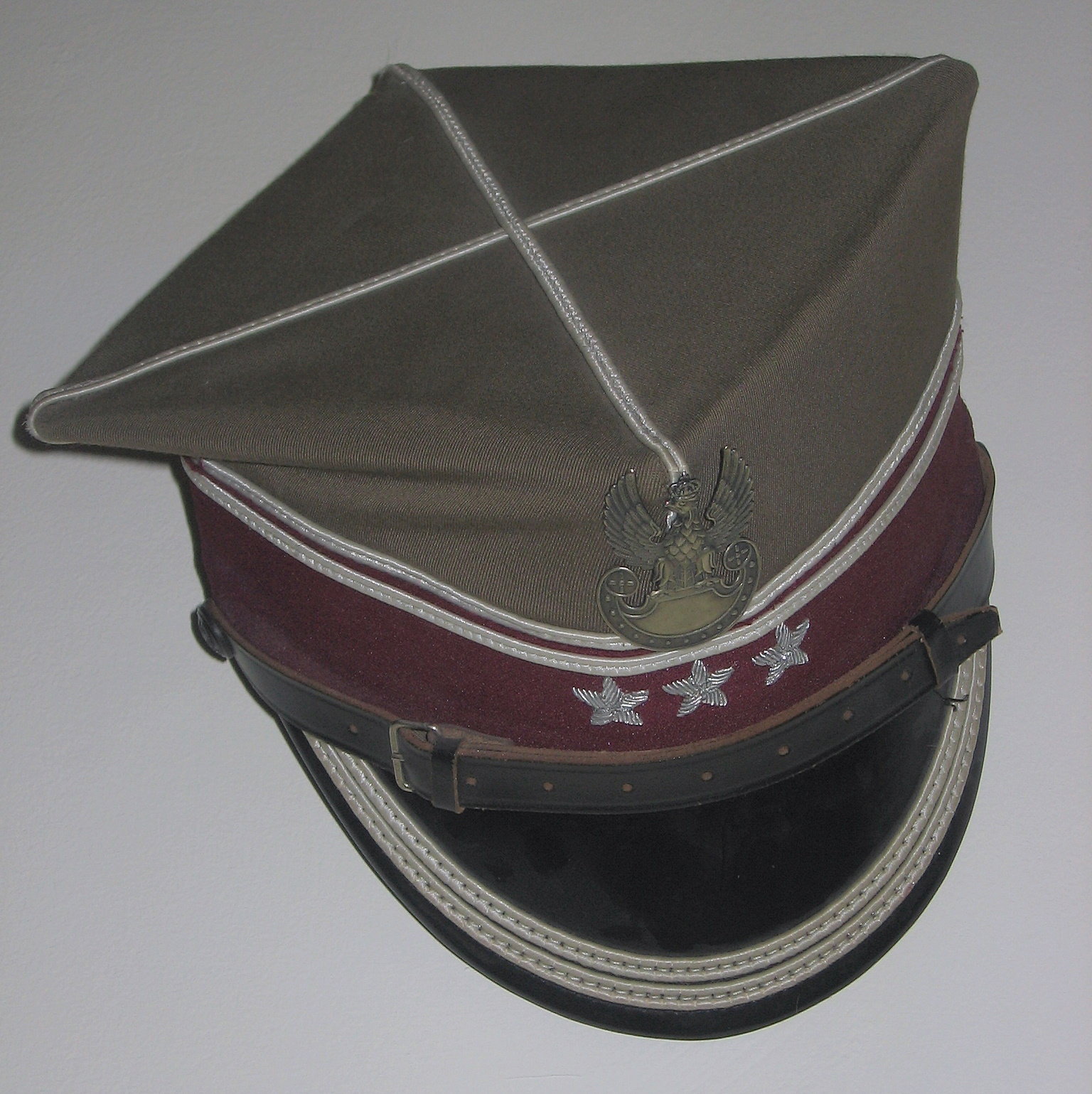
Rogatywka de coronel polonês.

Durante o século XX, o czapka tornou-se um dos símbolos da independência nacional polonesa. Após a Primeira Guerra Mundial, o novo exército polonês adotou um quepe pequeno de topo quadrado, chamado rogatywka, que passou a ser um símbolo nacional. Depois de 1952, este chapéu de estilo czapka foi substituído por um quepe redondo de estilo soviético, além de bonés de pano sem armação, que mantinham o estilo rogatywka. No entanto, em 1982, o rogatywka reapareceu como o cocar da guarda de honra cerimonial que protegia o Palácio Belvedere. Os oficiais do exército polonês moderno usam o boné de quadrado em certas ordens de vestimenta, embora as boinas seja mais comumente usadas.